# Мілієве (зупинний пункт)
Мілі́єве — пасажирський залізничний зупинний пункт Івано-Франківської дирекції Львівської залізниці на неелектрифікованій лінії Завалля — Вижниця між станціями Вашківці (20 км) та Іспас (4 км). Розташований у однойменному селі Мілієве Вижницького району Чернівецької області.

## Пасажирське сполучення
Пасажирське сполучення припинено з 18 березня 2020 року на невизначений термін. Раніше на зупинному пункті Мілієве зупинялися приміські поїзди сполученням Чернівці — Вижниця.